# Simba FC
Simba FC ist ein ugandischer Fußballverein aus Lugazi.

## Geschichte
Der Verein wurde 1968 gegründet. Zwischen 1970 und 1980 war er der Verein der Armee, alle Spieler dienten als Offiziere. 1972 erreichte der Verein das Finale des African Cup of Champions Clubs, welches jedoch knapp in zwei Spielen verloren ging. Mit jeweils zwei Meistertiteln und zwei Pokalsiegen ist der Verein einer der wenigen, die die Phalanx der Hauptstadtklubs aus Kampala erfolgreich durchbrechen konnten.

## Erfolge
- Ugandischer Meister (2): 1971, 1978
- Ugandischer Pokalsieger (2): 1977, 2011

## Statistik in den CAF-Wettbewerben
| Saison | Wettbewerb                     | Runde         | Land                         | Verein                 | Heim | Auswärts         |
| ------ | ------------------------------ | ------------- | ---------------------------- | ---------------------- | ---- | ---------------- |
| 1972   | African Cup of Champions Clubs | 1. Runde      |                              | Freilos                |      |                  |
|        | African Cup of Champions Clubs | 2. Runde      | Äthiopien                    | Saint-George SA        | 4:0  | 1:1              |
|        | African Cup of Champions Clubs | Viertelfinale | Libyen                       | Al-Ahly Tripolis       | 3:0  | 1:1              |
|        | African Cup of Champions Clubs | Halbfinale    | Ghana                        | Accra Hearts of Oak    | 1:0  | 1:1              |
|        | African Cup of Champions Clubs | Finale        | Guinea                       | Hafia FC               | 2:3  | 2:4              |
| 1973   | African Cup of Champions Clubs | 1. Runde      |                              | Freilos                |      |                  |
|        | African Cup of Champions Clubs | 2. Runde      | Kenia                        | Kenya Breweries FC     | 2:1  | 1:3              |
| 1974   | African Cup of Champions Clubs | 1. Runde      | Zentralafrikanische Republik | Olympic Real de Bangui | 1:0  | 0:4              |
| 1978   | African Cup Winners’ Cup       | Vorrunde      | Äthiopien                    | Saint-George SA        | 1:1  | 1:1 (n. E.: 5:4) |
|        | African Cup Winners’ Cup       | 1. Runde      | Tansania                     | KMKM FC                | 1:1  | 0:2              |
| 1979   | African Cup of Champions Clubs | 1. Runde      | Ägypten                      | al Zamalek SC          | 1:2  | *                |
| 1999   | African Cup Winners’ Cup       | 1. Runde      | Tansania                     | Tanzania Stars         | 2:1  | 1:1              |
|        | African Cup Winners’ Cup       | 2. Runde      | Elfenbeinküste               | Africa Sports National | 0:1  | 0:2              |

| Teilnahmen | Spiele | Sieg | Remis | Verl. | Tore  | Punkte |
| 6          | 21     | 6    | 7     | 8     | 26:30 | 25     |
| ---------- | ------ | ---- | ----- | ----- | ----- | ------ |

- 1979: Simba FC verzichtete auf das Rückspiel und schied aus dem Wettbewerb aus.